# Fijona Jonuzi
Fijona Jonuzi, född 29 mars 1977 i Eslöv, är en svensk filmregissör, manusförfattare och fotograf.
Jonuzu har studerat litteratur- och filmhistoria vid Lunds universitet och filmregi vid Filmhögskolan i Göteborg. Hon debuterade 2007 med kortfilmen Juni, vilken nominerades till en Guldbagge för Bästa kortfilm. 2007 mottog hon även Tidskriften Filmkonsts pris Gyllene draken. För 2011 års Girl fick hon juryns specialpris vid Vendôme Film Festival.

## Filmografi
Regi
- 2007 – Juni
- 2011 – Girl
- 2012 – Astrid
- 2013 – Praktikanten
- 2016 – Den störste

Manus
- 2007 – Juni
- 2007 – Kompisar
- 2007 – Världens ände
- 2012 – Astrid
- 2013 – Praktikanten
- 2016 – Den störste

## Priser och utmärkelser
- 2007 – Tidskriften Filmkonst Gyllene drake
- 2011 – Juryns specialpris vid Vendôme Film Festival